# Confederación del Ecuador
La Confederación del Ecuador (Confederação do Equador en portugués) fue un movimiento revolucionario, de carácter emancipador y republicano, pero sobre todo autonomista, acontecido en 1824 en la región Nordeste de Brasil.
Representó la principal reacción contra la tendencia absolutista y política del gobierno del emperador Pedro I de Brasil (1822-1831), establecidas en la primera constitución del país.

## Antecedentes
La Revolución Pernambucana de 1817 fue fruto de descontentos por privilegios concedidos a los portugueses europeos, la dominación política que impuso Río de Janeiro y los sacrificios económicos para sostener a la corte real establecida en dicha ciudad, sufragados a costos de las provincias del interior.
En marzo de 1817, los rebeldes tomaron la ciudad de Recife e impusieron un gobierno brasileño provisional de carácter republicano. La revolución se expandió al interior pero fue detenida por las fuerzas portuguesas en mayo de 1817.

## Origen
Las tantas divergencias políticas que culminaron con la proclamación de la Confederación, estaban influenciadas por la división económica de Pernambuco. La región de Mata Sul concentraba una tradición de producción azucarera para el monopolio comercial portugués, lo cual influyó en el origen de los movimientos revolucionarios.
El norte de la provincia concentraba la producción de algodón, producto ligado a la Revolución industrial y con la demanda creciente a partir del final siglo XVIII. El norte pernambucano, azucarero y algodonero, con una economía dual y villas populosas, tenía control sobre la economía del sur pernambucano que exclusivamente era azucarero, en donde las villas eran simplemente anexos de los grandes ingenios de azúcar del norte. Visto geográficamente los movimientos insurreccionales de Pernambuco, se nota que en el interior se notaban variaciones dependiendo del área, del núcleo urbano comercial, y del área rural.
Los terratenientes enriquecidos con el cultivo de la caña de azúcar eran monárquicos y no deseaban una ruptura total con el gobierno de Río de Janeiro, mientras que los terratenientes algodoneros buscaban la independencia. Ambos, no obstante, ansiaban conservar el poder político en sus manos y recelaban de conceder mayor participación política a las masas pobres; estas élites aceptaban la participación política solo de los propietarios urbanos, principalmente comerciantes, rechazando frontalmente todo intento de abolir la esclavitud.

## Situación de Pernambuco
El centro de la revuelta fue la Provincia de Pernambuco, que ya desde 1817 se venía rebelando (ver Revolución Pernambucana de 1817) y donde las dificultades económicas hacen todo más difícil para las élites. Con esto la provincia se resistía pagar elevados impuestos para el Imperio, quien los justificaba como necesarios para llevar adelante las guerras provinciales pos-independencia (algunas provincias se resistían a la separación de Portugal por temor al desastre económico).
Pernambuco esperaba que la primera Constitución del Imperio sería del tipo federalista, y daría autonomía a las provincias para resolver sus dificultades ellos mismos.
En tanto, Don Pedro disolvió la Asamblea Constituyente en 1823 y otorgó una constitución en el año siguiente, extremadamente centralista. El germen de la revuelta cayó en suelo fértil debido a las ansias de las élites pernambucanas de contar con un marco legal que les facilitara la autonomía, a la cual consideraban indispensable para sosteer su predominio económico que aceleradamente se trasladaba hacia el sur de Brasil, en perjuicio de las regiones del norte.

## La revuelta

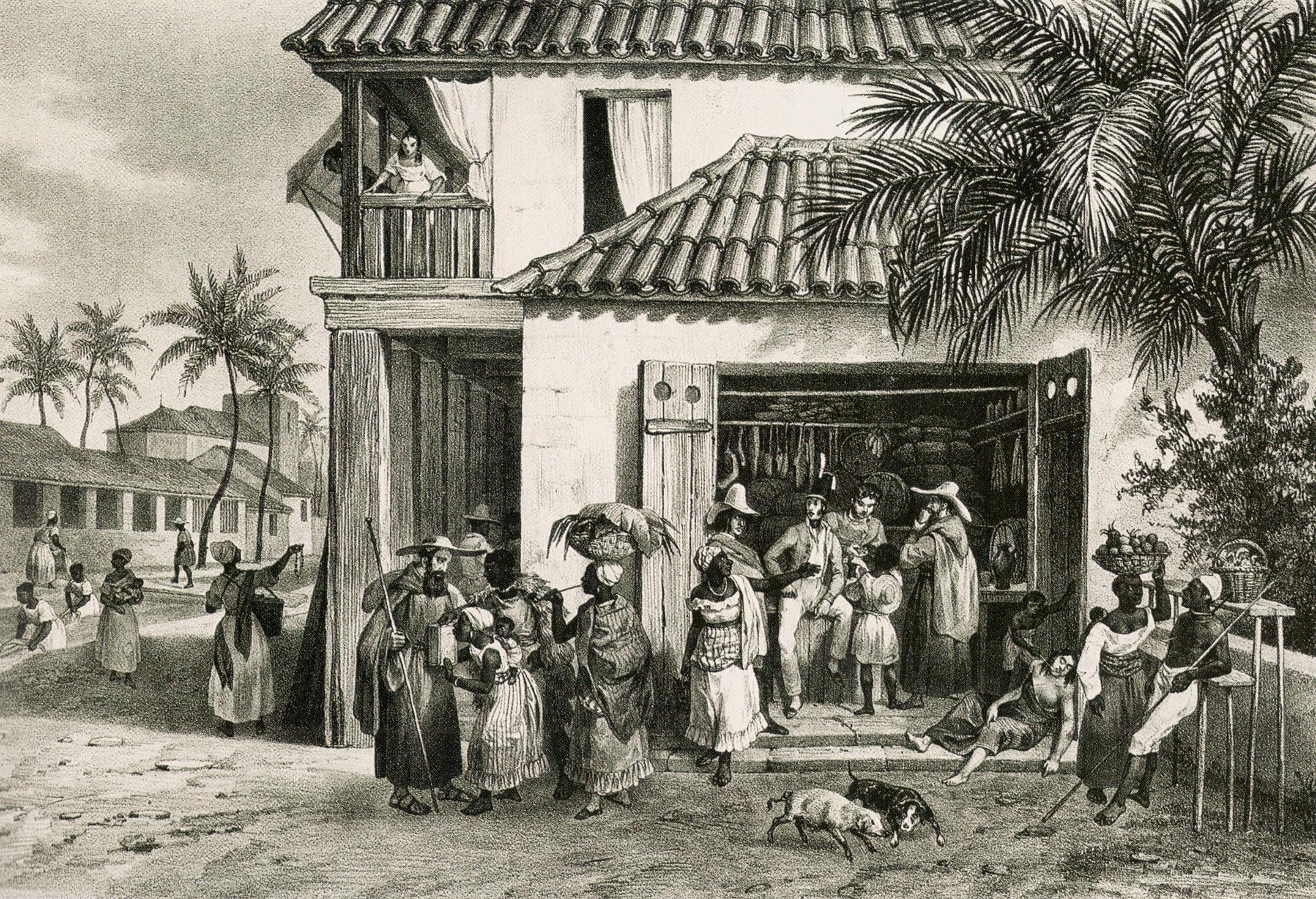
Una calle de Recife, capital de Pernambuco, en la década de 1820. Grabado de Mauricio Rugendas

Cuando el pernambucano Francisco de Paes Barreto fue designado por el emperador Pedro I de Brasil como gobernador en Recife, para administrar la provincia de Pernambuco en nombre del Imperio, chocó con la oposición de los liberales locales, que forzaron su renuncia en diciembre de 1823 y colocaron en su lugar a Manuel de Carvalho Paes de Andrade el 13 de diciembre de 1823 sin informar de ello al emperador ni al gobierno de Río de Janeiro. En cuanto las noticias de la destitución del gobernador llegaron a la capital imperial, el emperador dispuso que una fuerza naval brasilera se dirigiera a Recife al mando del capitán británico John Taylor, pero con el fin de pactar con los líderes locales y colocar como gobernador al liberal de Minas Gerais José Carlos Mayrink da Silva Ferrão. Para entonces Pedro I no deseaba enfrentamientos armados con los liberales de Pernambuco mientras la propia independencia de Brasil no se hallaba asegurada (recuérdese que incluso hasta mediados de 1824 había tropas leales a Portugal estacionadas en el país).
Las gestiones de Taylor y Mayrink fracasaron, y ambos partieron de vuelta a Río de Janeiro el 2 de julio de 1824. Al día siguiente, Paes de Andrade proclamó la independencia de Pernambuco fundando la Confederación del Ecuador e invitado a adherirse a la revuelta a las provincias de Gran Pará (hoy día estados de Amazonas, Roraima, Rondonia, y Pará), Maranhão, Piauí, Ceará, Rio Grande do Norte, Alagoas, Sergipe, Paraíba, y Bahía. Este intento fracasó, pues ninguna de estas regiones aceptó el proyecto secesionista, y de hecho solo en Ceará hubo liberales que procuraron en vano sublevar la provincia contra el gobierno central.
Al conocerse este hecho en Río de Janeiro, Pedro I ordenó el 2 de agosto enviar 1200 soldados mandados por el general Francisco de Silva e Lima y una flotilla dirigida por el escocés Thomas Cochrane (entonces al servicio de Brasil). Poco después las fuerzas imperiales desembarcaban en Maceió y avanzaban sobre Pernambuco, siendo que en esta provincia solo la ciudad de Olinda había secundado la revuelta independentista. Las tropas imperiales vieron prontamente reforzado su número hasta alcanzar 3500 hombres, en tanto gran parte de los terratenientes locales preferían seguir leales a la monarquía y rechazaban proclamar una república independiente.
Paes de Andrade se vio estimulado por los intelectuales Frei Caneca (sobreviviente de la Revolución Pernambucana de 1817) y Cipriano Barata (que no pudo participar directamente al ser arrestado en Río de Janeiro), a formular una constitución copiada de la de EE. UU., estableciendo el federalismo como base del Estado y aboliendo la esclavitud. Este hecho causó que el movimiento perdiera mucho apoyo entre los terratenientes rurales y entre las élites comerciales, aunque le trajo gran apoyo de las masas de campesinos y jornaleros pobres. No obstante, las masas populares exigieron a las autoridades de la Confederación establecer formas de ejercer efectivamente sus derechos antes que enrlolarlas en tropas para luchar contra los soldados imperiales, lo cual dificultó la administración de Paes de Andrade. Junto con ello, Paes de Andrade notó pronto que su apoyo mayor venia de las masas populares urbanas instigadas por Frei Caneca pero que con ello perdía apoyos de otros grupos urbanos, lo cual dividía fatalmente al movimiento.
Casi obligado por su ejército de peones y jornaleros a no rendirse, Paes rechazó todo acuerdo con Cochrane y los imperiales hasta que estos atacaron y tomaron Recife el 12 de septiembre de 1824. De inmediato Paes de Andrade aprovechó la ocasión para huir en un buque británico, mientras sus seguidores, desmotivados y sin jefes, eran vencidos cinco días después en Olinda. Los rebeldes que intentaron apoyar a la Confederación en Paraíba fueron también rápidamente vencidos por las propias tropas de dicha provincia.
Pese a que la represión del gobierno imperial afectó a varios centenares de sublevados, hubo solo 16 condenas a muerte, incluyendo allí a Frei Caneca, quien por su condición de clérigo debió ser fusilado al negarse los verdugos a participar en su ejecución por ahorcamiento.